# Playa de Pumarín
La playa de Pumarín se encuentra en el concejo asturiano de Cudillero y pertenece a la localidad española de «Santa Marina». Forma parte de la Costa Occidental de Asturias y está catalogada como Paisaje protegido, ZEPA y LIC.

## Descripción
La playa es realmente un pedrero con forma de concha, tiene una longitud de unos 200-210 m y una anchura media de unos 18 m, con una gran variación por el efecto de las mareas. Su entorno es rural y con un bajo grado de urbanización y la peligrosidad es media. Las arenas son blanquecinas de grano medio y tiene muy poca asistencia. Los accesos son peatonales e inferiores a 0,5 km pero de difícil recorrido. Su entorno es rural y con un bajo grado de urbanización. El lecho está compuesto de arenas gruesas y tonos claros en pequeñas cantidades ya que la mayoría del lecho lo cubren cantos rodados.
La playa se halla limitada al oeste por la «punta Borona» que, a su vez, hace de límite con la Playa de Ribera l'Ouca que se encuentra tras la punta Borona. Para acceder a esta playa hay que llegar hasta la entrada más al oeste del pueblo de «Santa Marina».